# Poricanje genocida nad Armencima
Poricanje armenskog genocida je tvrdnja da se genocid nad Armencima nije dogodio ili da se dogodio u manjem opsegu od stvarnoga.
Poricanje genocida nad Armencima zabranjeno je u nekim zemljama, kao što su: Argentina, Slovačka, Urugvaj i Švicarska, a u Francuskoj je donesen zakon, kojim se novčano kažnjava poricanje genocida nad Armencima, ali ga je sud odbacio zbog kršenja slobode govora. Oko 20 država službeno je priznalo genocid nad Armencima. On je široko priznat kao jedan od prvih suvremenih, sustavnih genocida. Mnogi zapadni izvori ističu da je postojao sustavni, organizirani plan kako bi se uklonili Armenci.
Republika Turska, kao i Republika Azerbajdžan ne prihvaćaju, da se nad Armencima dogodio genocid, tj. da su osmanske vlasti nastojale iskorijeniti Armence. Turska vlada priznaje, da su tijekom Prvog svjetskog rata mnogi Armenci poginuli, ali smatraju da je brojka prenapuhana, da su stradali i Turci te da je sukob rezultat međuetničkog nasilja i šireg sukoba Prvog svjetskog rata.